# Blanzay-sur-Boutonne
Blanzay-sur-Boutonne é uma comuna francesa na região administrativa da Nova Aquitânia, no departamento de Charente-Maritime. Estende-se por uma área de 5,75 km². Em 2010 a comuna tinha 83 habitantes (densidade: 14,4 hab./km²).